# چیکارا هاشیموتو
چیکارا هاشیموتو (انگلیسی: Chikara Hashimoto; ۲۰ اکتبر ۱۹۳۳ – ۱۱ اکتبر ۲۰۱۷) بازیکن بیس‌بال اهل ژاپن بود.